# Gouvernement de Navarre
Le Gouvernement de Navarre (en espagnol : Gobierno de Navarra, en basque : Nafarroako Gobernua) ou Députation forale (Diputación Foral, Foru Aldundia) est l'institution politique exerçant le pouvoir exécutif et réglementaire dans la communauté forale de Navarre, en Espagne.
Dirigé par le président de la Communauté forale et composée de conseillers (consejeros), ses attributions sont régies par le statut d'autonomie et la loi relative au gouvernement. Il siège au Palacio de Navarra, à Pampelune.

## Composition
Le Gouvernement de Navarre se compose du président de la Communauté forale et de conseillers (consejeros), dont le rôle équivaut à celui des ministres.

### Nomination
Les conseillers sont nommés par le président, à sa discrétion. Il peut, parmi eux, nommer un ou plusieurs vice-présidents.
Les conseillers entrent en fonction après avoir prêté serment, devant le président, de respecter, maintenir et améliorer le régime foral, de respecter la Constitution et les lois, et de remplir fidèlement les obligations liées à leurs fonctions.

### Fin des fonctions
Le mandat du gouvernement prend fin en même temps que celui du président. Le gouvernement sortant assume l'expédition des affaires courantes jusqu'à l'entrée en fonction du nouveau gouvernement.
En sus, les fonctions des conseillers prennent fin en cas de décès, démission, révocation décidée à la discrétion du président, décision judiciaire définitive de placement sous régime de protection des majeurs, ou condamnation définitive prononçant une peine d'interdiction d'exercice de la fonction.

## Attributions
Le Gouvernement de Navarre : 
- définit et établit la politique générale de Navarre, conformément aux directives du président, et assume la haute direction et la surveillance de l'administration autonomique, des organismes publics et autres entités dépendant de la communauté autonome ;
- défend l'intégrité du régime foral et doit informer le Parlement de toute tentative de limitation ;
- exerce l'initiative législative par l'approbation des projets de loi qu'il remet au Parlement, dont il peut également décider le retrait ;
- élabore et approuve les projets de loi de finances qu'il remet au Parlement ;
- exerce la délégation législative par l'approbation des décrets législatifs ;
- prend l'initiative de réforme du statut d'autonomie ;
- adopte les initiatives pour obtenir le transfert, l'attribution ou la délégation de nouvelles facultés, compétences ou fonctions de la part de l'État, après accord du Parlement ;
- souscrit l'accord de financement avec le gouvernement de l'État ;
- donne son avis sur l'examen par le Parlement de propositions de loi ou amendements impliquant une hausse des dépenses ou une baisse des recettes budgétaires, ainsi que sur la prise en considération de toute autre proposition de loi ;
- délibère sur la question de confiance avant qu'elle ne soit posée par le président devant le Parlement ;
- délibère sur la volonté du président de dissoudre le Parlement et appeler à de nouvelles élections, avant l'adoption de cette décision ;
- exerce le pouvoir réglementaire ;
- autorise l'émission de dette publique, constitue des cautions et garanties, et contracte des emprunts, après accord du Parlement ;
- assume le commandement suprême de la police de la communauté autonome ;
- dépose des recours en inconstitutionnalité et en conflit de compétences devant le Tribunal constitutionnel ;
- accorde honneurs et distinctions, conformément aux normes les régissant.

## Fonctionnement
Le Gouvernement de Navarre se réunit périodiquement pour assumer l'exercice de ses fonctions, sur convocation préalable du président accompagnée d'un ordre du jour. Sur décision du président ou en cas d'urgence, une réunion peut être convoquée sans ordre du jour. Le quorum est atteint avec la présence du président — ou son remplaçant — et la moitié des conseillers.
Les échanges sont secrets, de même que les documents qui y sont présentés. En cas de conflit d'intérêts, un conseiller doit se déporter. Les décisions prennent la forme de décrets législatifs, de décrets ou de décision : les premiers relèvent du pouvoir législatif délégué et les deuxièmes du pouvoir réglementaire.
Un compte-rendu synthétique des décisions adoptées est dressé par le conseiller secrétaire du gouvernement. Cette responsabilité revient au conseiller titulaire du département compétent sur la Présidence.